# Quast (Adelsgeschlecht)

Wappen derer von Quast

Quast ist der Name eines alten, ursprünglich anhaltischen Adelsgeschlechts mit gleichnamigem Stammhaus bei Lindau (Landkreis Anhalt-Bitterfeld), das mit Ulricus Quast im Jahr 1315 erstmals erscheint und mit diesem auch die direkte Stammreihe beginnt. Vermutlich schon seit dem 14. Jahrhundert war die Familie in der Mark Brandenburg ansässig, urkundlich seit spätestens 1419 auf Burg Garz in der Prignitz.

## Geschichte
Im Neuen Preussischen Adels-Lexicon ist nachzulesen, dass die zum Uradel zählende Familie „nach der Vertreibung der Wenden in der Mark Brandenburg erschien, wo sie unter anderen die Rittersitze Leddin bei Neustadt (Dosse), Protzen bei Fehrbellin, die Burg Garz, Vichel, Damm und Kudow (alle bei Temnitztal) besaß“.
Heute besteht die Familie aus zwei Linien – aus der Linie Garz mit ihrem Stammvater Albrecht von Quast (um 1414 erwähnt), aufgeteilt in die beiden Äste Garz und Vichel, und der Linie Radensleben (heute ein Ortsteil von Neuruppin), deren Stammvater Henning von Quast († 1609) war.
Burg Garz wurde vermutlich schon kurz nach 1200 errichtet, möglicherweise bereits von den Quast, die jedoch erst 1419 dort urkundlich erstmals erscheinen, der Ort selbst wird 1390 erstmals erwähnt. Sein Name stammt von dem slawischen Wort „gard“ bzw. „gord“ für Burg ab. Um 1700 errichteten die Quast daneben ein neues Herrenhaus, das später klassizistisch umgestaltet wurde. Im 19. Jahrhundert entstand das Herrenhaus im benachbarten Vichel. Beide Güter wurden 1945 enteignet.
1435 ging das Gut Kleinmachnow von den Quasts an die Hakes über, die es bis 1945 besaßen.
1684 erhielt der Rittmeister Alexander Ludolf von Quast (Landrat Ruppins von 1679 bis 1693) die Lehnsanwartschaft für zwei Rittersitze in Radensleben, die 1701 von der Familie von Bellin auf die Quast übergingen. Die Feldsteinkirche in Radensleben, errichtet im 13. Jahrhundert, gestaltete Ferdinand von Quast (1807–1877) um. Dem Kunsthistoriker und ersten preußischen Staatskonservator ist die Rettung vieler Baudenkmale zu verdanken.

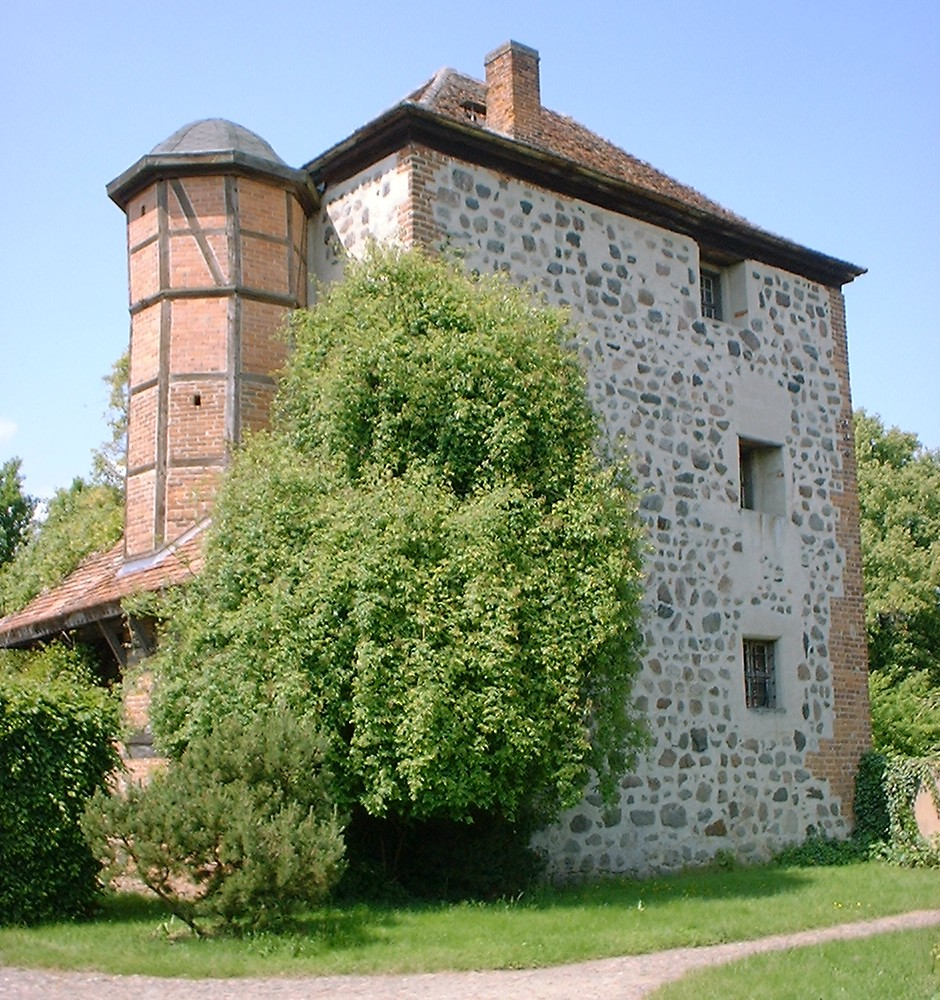
Mittelalterlicher Wohnturm der Burg Garz
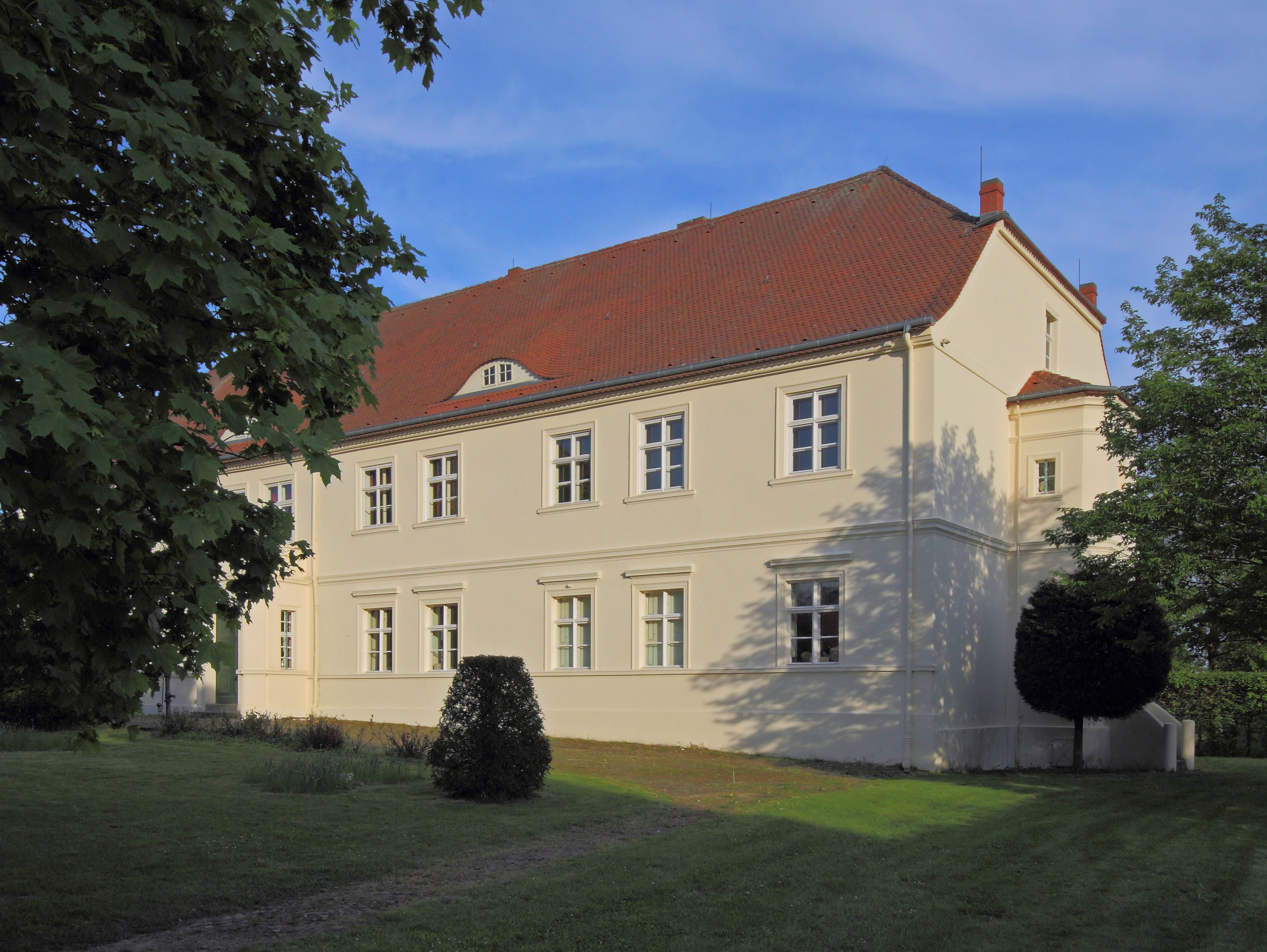
Herrenhaus in Garz (Temnitztal)
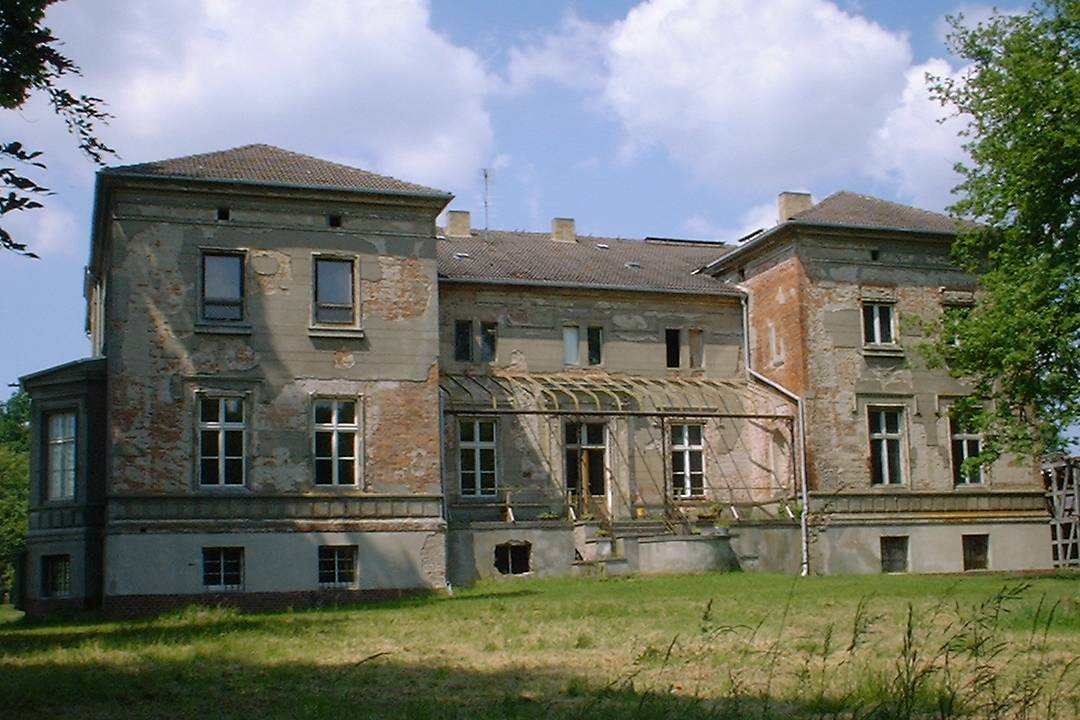
Herrenhaus in Vichel (Temnitztal)
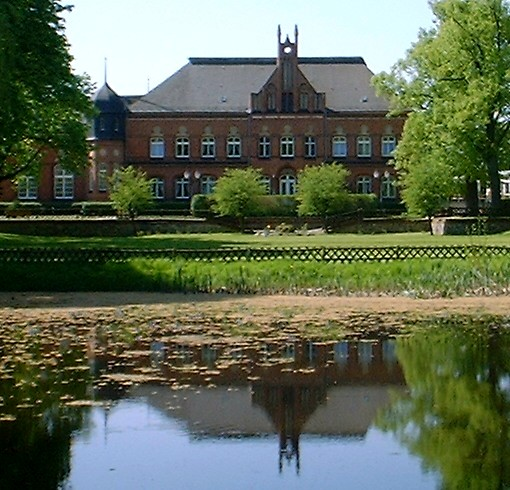
Herrenhaus in Neuruppin-Radensleben

## Wappen
In Blau fünf (2, 1, 2) goldene Leuchter. Auf dem Helm mit blau-goldenen Decken ein wie der Schild bezeichneter Flügel.

## Namensträger

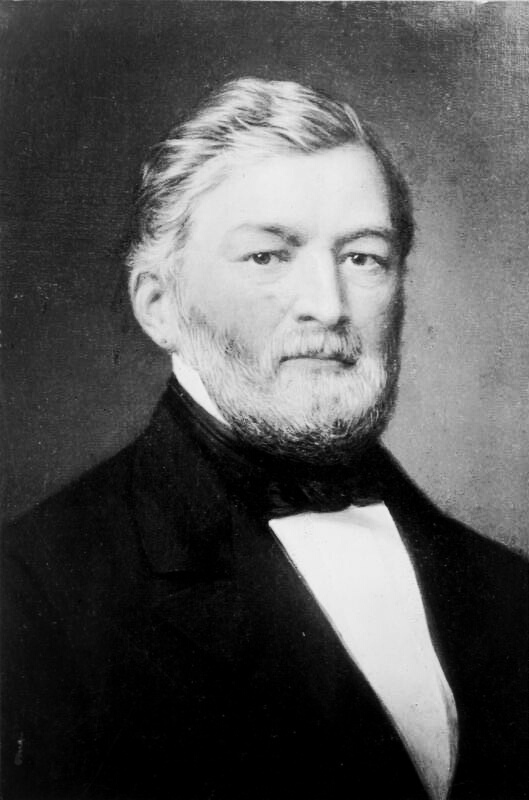
Ferdinand von Quast (1807–1877), preußischer Staatskonservator

- Albrecht Christoph von Quast (1613–1669), kurbrandenburgischer Geheimer Kriegsrat, und General–Feldwachtmeister
- Leopold Heinrich von Quast (1742–1800), preußischer Landrat im Kreis Ruppin
- Leopold von Quast (1765–1842), Jurist im Staatsdienst[1]
- Ferdinand von Quast (1807–1877), deutscher Architekt, Kunsthistoriker und erster preußischer Staatskonservator
- Hermann von Quast (1812–1888), deutscher Rittergutsbesitzer auf Garz
- Ferdinand von Quast (1850–1939); General der Infanterie, Oberbefehlshaber der 6. Armee
- Siegfried von Quast-Radensleben (1842–1887), deutscher Rittergutsbesitzer und Verwaltungsbeamter
- Hans-Henning von Quast (1885–1939), auf Vichel,[2] Ehren-Kommendator sowie Kanzler[3] des Johanniterordens.

Durch Adoption und nach dem geänderten Namensrecht gibt es zahlreiche Personen mit dem Namen „von Quast“, die nicht dem ursprünglichen Adelsgeschlecht angehören.